# 3 Fonteinen
För andra betydelser, se Brasserie (olika betydelser).

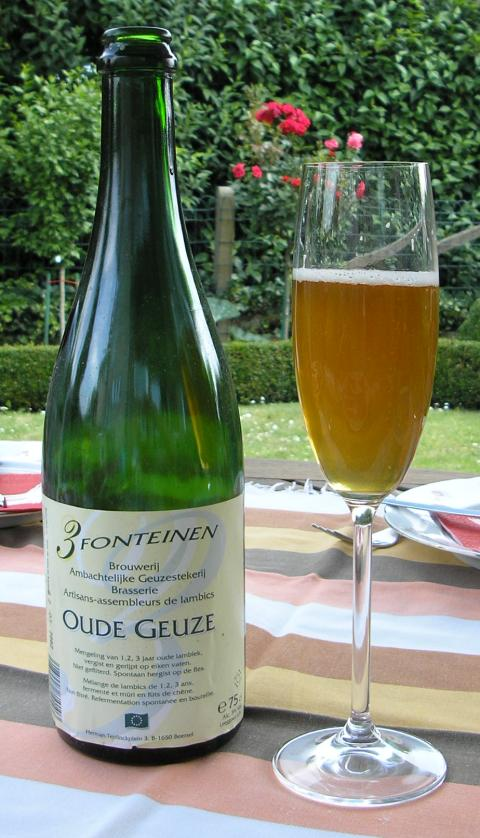
3 Fonteinen Oude Geuze

3 Fonteinen (även Drie Fonteinen eller Brasserie Drie Fonteinen) är ett belgiskt bryggeri från Beersel utanför Bryssel specialiserat på lambic-typerna Gueuze och Kriek.
Bryggeriet grundades 1883 av Jacobus Vanderlinden och hans fru Joanna Brillens.